# 1965年埃塞俄比亚大选
1965年，埃塞俄比亚举行大选，此次选举所有政党被禁止，因此众议院中候选人都为独立参选人。此次选举结果为Aklilu Habte-Wold担任总理。